# Гони
Го̀ни (на италиански и на сардински: Goni) е село и община в Южна Италия, провинция Южна Сардиния, автономен регион и остров Сардиния. Разположено е на 383 m надморска височина. Населението на общината е 496 души (към 2010 г.).